# Топонимия Иордании
Топонимия Иордании — совокупность географических названий, включающая наименования природных и культурных объектов на территории Иордании (араб. الأردن‎, Эль-Урдунн). Структура и состав топонимии обусловлены географическим положением и богатой историей страны.

## Название страны
Во времена Османской империи большая часть современной территории страны находилась в составе Сирийского вилайета. После Первой мировой войны и распада Османской империи в 1921 году на территории подмандатной британской Палестины был создан эмират Трансиордания, который пользовался полной автономией. В 1946 году эмират стал независимым государством под названием «Хашимитское королевство Трансиордания». А в 1949 году, после арабо-израильской войны и принятия новой конституции, король Абдалла I изменил название государства на «Иорданское Хашимитское Королевство», которое с тех пор не изменялось. Название государства указывает, что оно находится на берегах реки Иордан, а его монарх принадлежит к династии Хашимитов.
В настоящее время Иордания является одним из трёх государств мира, имеющих название, данное в честь правящей династии, наряду с Королевством Саудовская Аравия (у власти находится династия Саудитов) и княжеством Лихтенштейн (владение князей фон унд цу Лихтенштейн).

## Формирование и состав топонимии
По оценке В. А. Жучкевича, в настоящее время на Аравийском полуострове повсеместно господствует арабский язык, составляющий единый топонимический пласт (за исключением территории Израиля). Арабоязычная топонимия Ближнего Востока имеет ряд особенностей. Так, во всех арабских странах литературный арабский язык отличается единством словарного состава и письменности, которая сохранила до настоящего времени в неизменном виды некоторые топонимы ещё с X—XI веков. При этом каждая из арабских стран имеет свою специфику в плане использования диалектов арабского языка. Например, для большинства населения Иордании характерно использование, наряду с литературным арабским в официальной сфере, палестинско-иорданского диалекта, причём некоторые лингвисты считают палестинский и иорданский самостоятельными диалектами. На востоке страны проживает относительно многочисленная группа (700 тыс. человек) носителей бедуинских диалектов (восточноегипетский или левантийский бедуинский диалект), что находит своё отражение и в топонимии.
При этом лексическое единство сохраняется только в основной толще арабской топонимии, тогда как обширный пласт древнейших названий представляет собой результат длительной трансформации либо арабской ассимиляции доарабских названий.
В настоящее время топонимия арабских стран содержит пласты, отражающие как специфику местных диалектов арабского, так и своеобразие природных условий этих стран. Так, многие арабские топонимы содержат форманты, представляющие собой нарицательные географические термины:джебель («гора»), баб («горный проход, ворота»), бахр («море, озеро, большая вода»), нахр («река»), касба («город»), меджас («пролив, проход»), мерса («бухта, залив»), медина («город»), рас («голова, мыс»), риф («берег»), риад («луг, сад»), сахиль(«берег»), тель(«холм»),хамада(«каменистая пустыня»), эрг(«песчаная пустыня»), вади(«речная долина»), айн («колодец») и другие.
Арабские ойконимы, как правило, двухсловны и включают в свой состав артикль или служебную частицу. Например, в Иордании таковыми являются Эз-Зарка, Эс-Салт, Эль-Карак, Эль-Мафрак, Эт-Тафила. Столица страны Амман имеет более чем трёхтысячелетнюю историю, в древности город именовался Раббат-Аммон, что интерпретируется как «город Амона» (древнеегипетского бога Солнца), в III веке до нашей эры египетский царь Птолемей II Филадельф переименовал город в Филадельфию, а в эпоху Гассанидов город был вновь переименован в Амман.
Среди гидронимов страны ключевую роль играет название реки Иордан, многократно упоминаемое ещё в Библии. По поводу происхождения и этимологии этого названия не существует единого мнения. В. А. Никонов указывает на многочисленные версии, выводящие этимологию названия из семитских языков: «канава, сток», «шуметь, журчать», «струиться, нисходить», но в то же время указывает и на другие версии — о досемитском (возможно, хеттском) происхождении топонима, а также упоминание в «Илиаде» Гомера рек «Йарданос» в Элиде и на Крите. Польский топонимист Ю.Сташевский интерпретирует гидроним как «непрерывно струящаяся».
Другой знаковый гидроним — «Мёртвое море» (араб. البَحْر المَيّت‎, Эль-Мейт, ивр. ים המלח‎, Ям ха-мэлах — «Море соли»), известное также как Асфальтовое море, Содомское море — водоём, омывающий берега Иордании, Израиля и Палестинской Автономии. Название обусловлено огромной концентрацией соли в водоёме, что препятствует органической жизни в нём.

## Топонимическая политика
Вопросами топонимической политики в Иордании занимается созданный в 1984 году Национальный комитет по географическим названиям Королевского географического центра Иордании.

### На русском языке
- Жучкевич В.А. Общая топонимика. Издание 2-е, исправленное и  дополненное. — Минск: Вышэйная школа, 1968. — 432 с.
- Инструкция по передаче на картах географических названий арабских стран / В. И. Савина, С. С. Цельникер. — М.: Наука, 1966. — 90 с.
- Никонов В.А. Краткий топонимический  словарь. — М.: Мысль, 1966. — 509 с. — 32 000 экз.
- Поспелов Е. М. Географические названия мира. Топонимический словарь / отв. ред. Р. А. Агеева. — 2-е изд., стереотип. — М.: Русские словари, Астрель, АСТ, 2002. — 512 с. — 3000 экз. — ISBN 5-17-001389-2.
- Словарь географических названий зарубежных стран / А. М. Комков. — М.: Недра, 1986. — 459 с.

### На других языках
- J.Staszewski. Słownik geograficzny. — Warszawa, 1959.